# Cowan (Belgique)
Cowan est un hameau de la ville belge d'Houffalize situé en Région wallonne dans la province de Luxembourg.
Avant la fusion des communes de 1977, Cowan faisait partie de la commune de Tavigny.

## Situation
Ce hameau se trouve adossé au village de Vissoule et est implanté sur la rive gauche du ruisseau de Cowan. Houffalize est situé à 4 km au nord du hameau.

## Patrimoine
Cowan est une petite localité ardennaise comptant quelques belles fermettes bâties principalement en pierre de schiste. Parmi celles-ci, on peut citer la ferme Meinguet.
Dans le vieux cimetière classé, on remarque plusieurs croix et pierres tombales du XVIIe siècle et du XVIIIe siècle.

## Loisirs
Le RAVeL empruntant l'ancien tramway Bourcy - Houffalize] traverse le hameau.